# Schizocosa tristani
Schizocosa tristani là một loài nhện trong họ Lycosidae.
Loài này thuộc chi Schizocosa. Schizocosa tristani được Richard C. Banks miêu tả năm 1909.